# Берестова (притока Кам'янки)
Берестова — річка в Україні, в межах Синельниківського району Дніпропетровської області. Права притока Кам'янки (басейн Дніпра).

## Опис
Довжина 28 км, площа водозбірного басейну 113 км². Похил річки 4,4 м/км. Долина трапецієподібна, завширшки 2,5 км, завглибшки до 20 м. Річище слабозвивисте, завширшки пересічно 5 м. Влітку часто пересихає. Споруджено декілька ставків. Використовується на сільськогосподарські потреби.

## Розташування
Берестова бере початок на західній околиці села Маломихайлівки. Тече переважно на схід. Впадає до Кам'янки у південній частині села Гаврилівки.